# Officer John Donovan
Officer John Donovan è un cortometraggio muto del 1914 scritto, diretto e interpretato da Van Dyke Brooke. La sceneggiatura fu scritta dal regista in collaborazione con W.A. Tremayne.

## Produzione
Il film fu prodotto dalla Vitagraph Company of America.

## Distribuzione
Distribuito dalla General Film Company, il film - un cortometraggio in due rulli - uscì nelle sale statunitensi il 10 gennaio 1914.